# Klepok

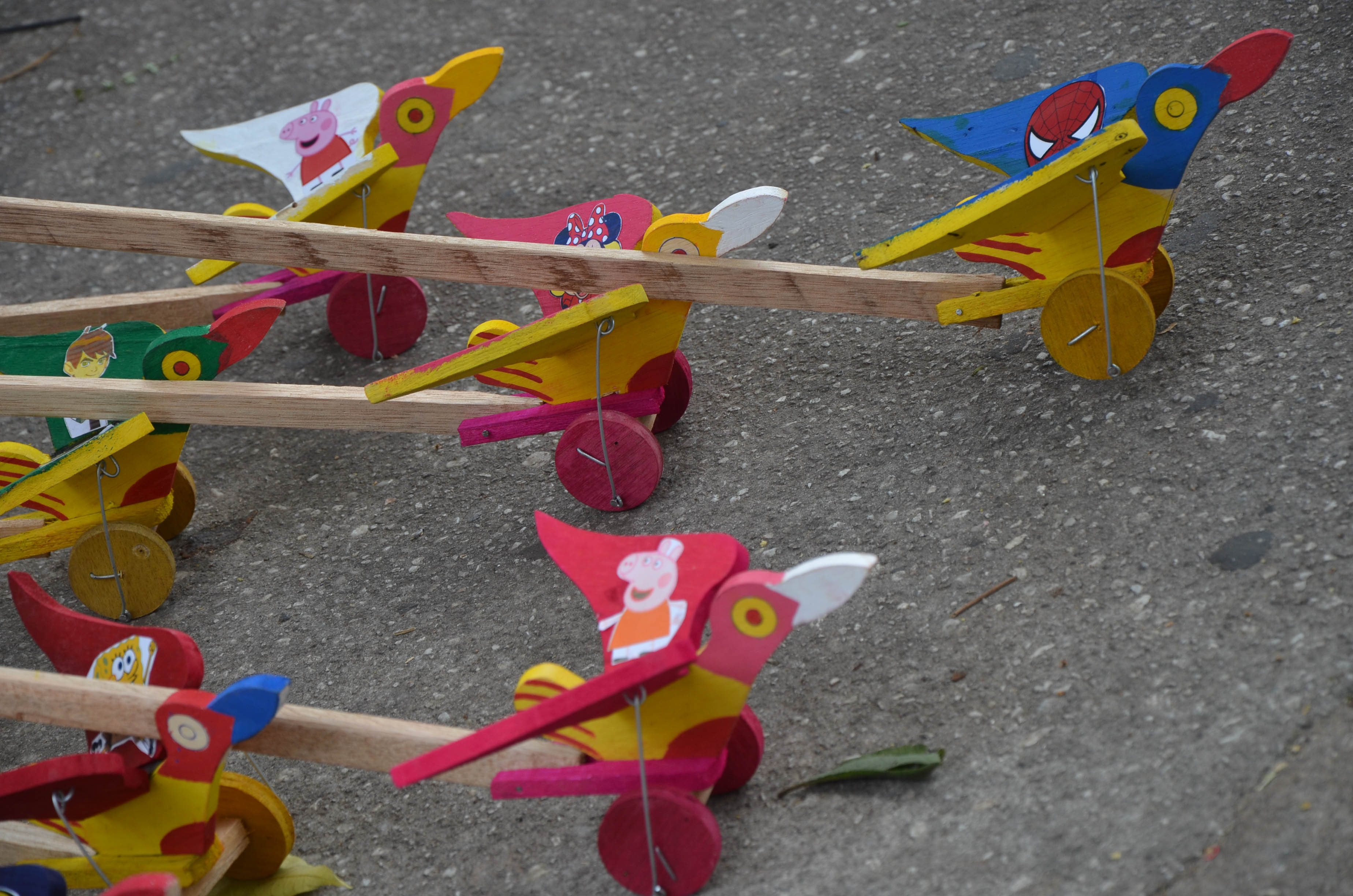
Kilka klepoków

Klepok – ludowa zabawka dziecięca w postaci drewnianego ptaka wyposażonego w kółka i rączkę. Dziecko pchając zabawkę przed sobą powoduje, że skrzydełka ptaka uderzają o siebie wydając dźwięk przypominający klepotanie.
Jednym z pierwszych twórców klepoków był Władysław Sternal z Koszarawy, który zaczął je wytwarzać w latach 30. XX wieku i prawdopodobnie wzorował się na zabawkach z fabryki w Leżajsku. Klepoki początkowo zdobiono ryzowaniem, później zaczęto je także malować, tradycyjnie na kolor żółty z czerwono-zielonymi wzorami.
Klepok charakterystyczny jest głównie dla żywieckiego ośrodka zabawkarskiego (nazywanego również żywiecko-suskim). Jest symbolem Tygodnia Kultury Beskidzkiej i pojawił się na okolicznościowym znaczku pocztowym wydanym przez Pocztę Polską z okazji jego obchodów.